# Oswald Rothaug
Oswald Rothaug (Mittelsinn, 17 maggio 1897 – Colonia, 4 dicembre 1967) è stato un giurista tedesco, condannato al carcere a vita per crimini contro l'umanità al processo di Norimberga nel 1947 per la sua partecipazione attiva nel regime nazista.

## Biografia

### Carriera
Nel giugno 1933 Rothaug fu nominato procuratore a Norimberga, nell'aprile 1937 divenne direttore del tribunale regionale a Schweinfurt e direttore dei "tribunali speciali" nazisti, Sondergerichte, a Norimberga. Nel 1938 divenne membro del partito nazista tedesco, pur avendo fatto domanda l'anno prima. Ha lavorato a stretto contatto con il Sicherheitsdienst, l'apparato di intelligence delle SS.
Nel 1942 condannò a morte un lavoratore schiavo polacco di 25 anni, spiegando che "l'inferiorità dell'imputato è chiara in quanto fa parte della subumanità polacca".
Rothaug cercò e presiedette il processo di Leo Katzenberger nel marzo 1942, ordinando la sua esecuzione per "contaminazione razziale" nel maggio 1943. Rothaug accusò l'anziano ebreo di avere rapporti sessuali con la giovane donna tedesca Irene Seiler, atto che era considerato un crimine nella Germania nazista secondo le leggi Rassenschande. Sia Katzenberger che Seiler negarono le accuse.
Dopo il processo, Rothaug fu trasferito a Berlino come membro del tribunale del popolo nazista.

### Dopo la guerra
Durante il processo di Norimberga, il 14 dicembre 1947, Rothaug fu condannato all'ergastolo per crimini contro l'umanità. Fu l'unico imputato a non essere condannato per tutte le accuse, essendo ritenuto colpevole solo di "crimini contro l'umanità", e non colpevole di "crimini di guerra per abuso del processo giudiziario e penale" e "appartenenza a un'organizzazione criminale".
La Corte ha commentato nella sua sentenza che:
La sua condanna è stata poi ridotta a 20 anni, ed è stato rilasciato sulla parola il 22 dicembre 1956.

## Nella cultura di massa
Il ruolo di Rothaug nel processo Katzenburger è stato l'ispirazione per la trama che circonda il personaggio immaginario Ernst Janning nel film del 1961 Vincitori e vinti.